# 鳩岩站
鳩岩站（：／ Guam yeok */?）副站名科學大·保健大入口（과학대·보건대입구），是大邱地鐵3號線沿線的一座高架車站，位於韓國大邱廣域市北區太田洞。

## 車站結構
站體為2面2線側式月台的高架車站，候車月台設有半高式月台門，僅有1處出口。

### 月台配置
| 漆谷雲岩 ↑ |
| \| 上      |
| ↓ 太田     |

| 月台 | 路線               | 目的地                           |
| ---- | ------------------ | -------------------------------- |
| 上行 | ●大邱都市鐵道3號線 | 漆谷雲岩、八莒、漆谷慶大醫院方向 |
| 下行 | ●大邱都市鐵道3號線 | 太田、西門市場、龍池方向         |

## 歷史
- 2015年4月23日：落成啟用。

## 車站周邊
- 僱傭勞動部大邱江北雇傭中心
- 道路交通公團（朝鲜语：도로교통공단）大邱駕照試場
- 太田2洞居民中心
- 太岩初等學校
- 鳩岩高校
- 鳩岩市場
- 鳩岩橋
- 鳩岩傢俱街
- 大邱科學大學（朝鲜语：대구과학대학교）

## 圖片

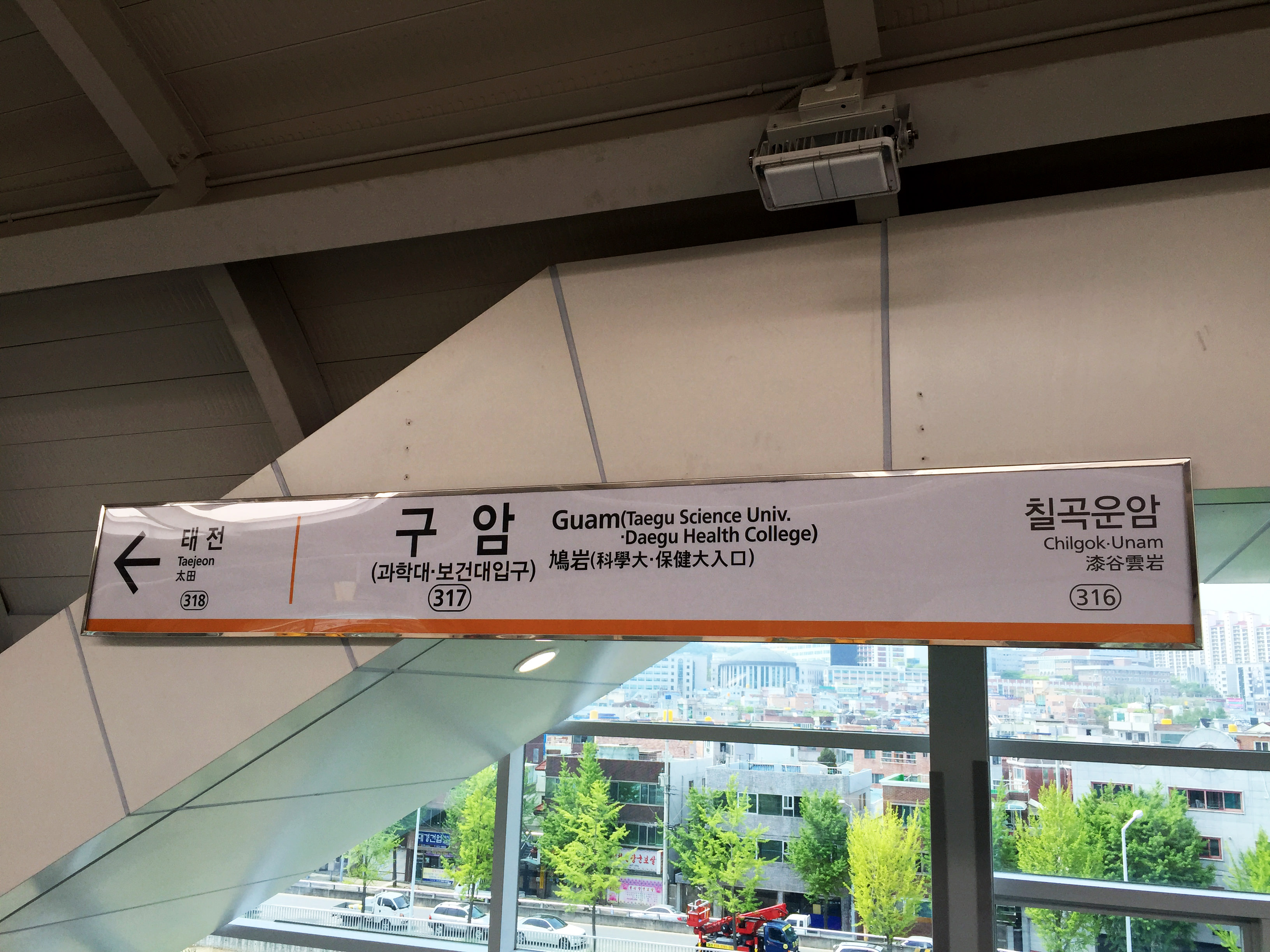
站名牌
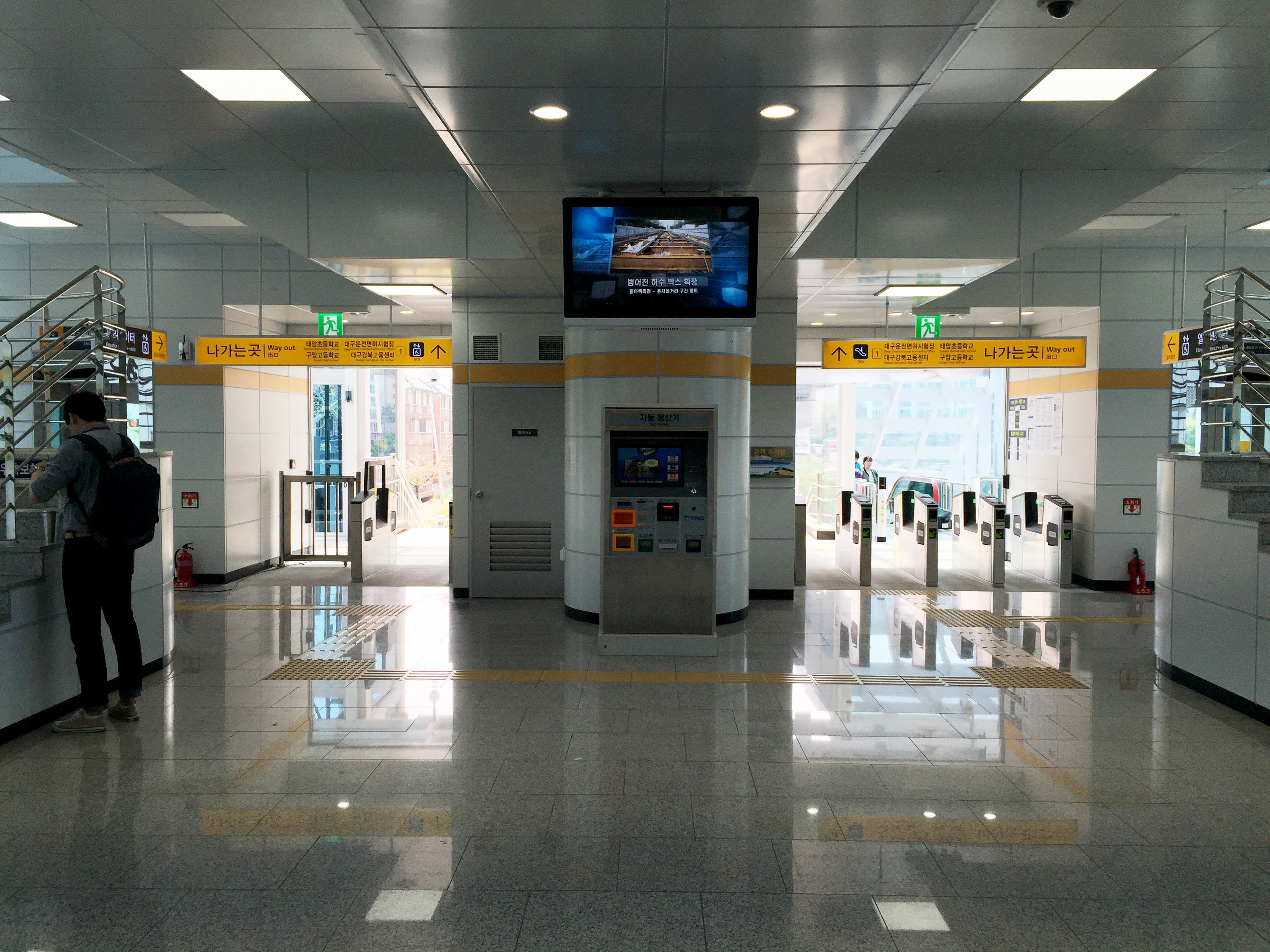
車站大廳
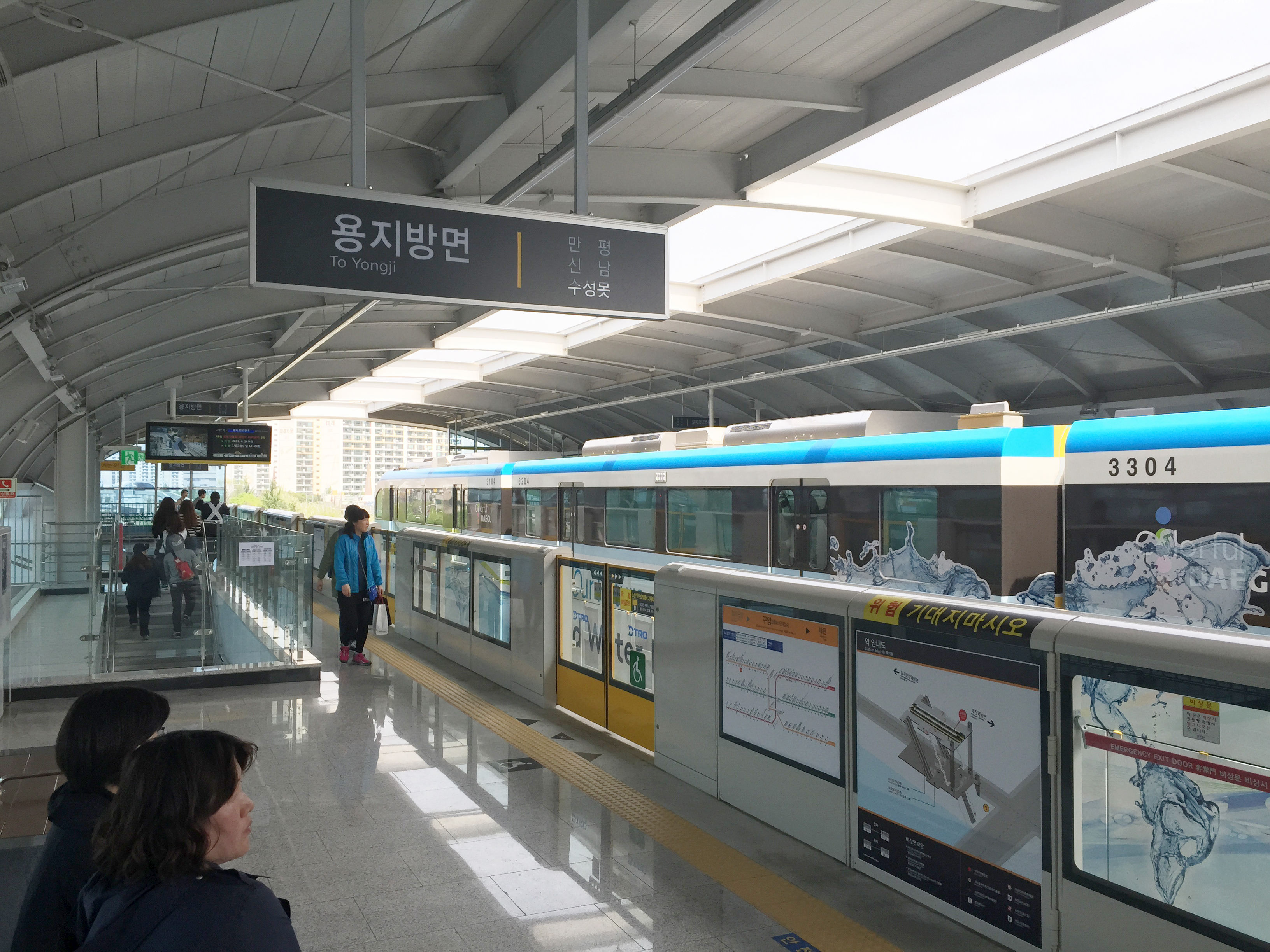
候車月台
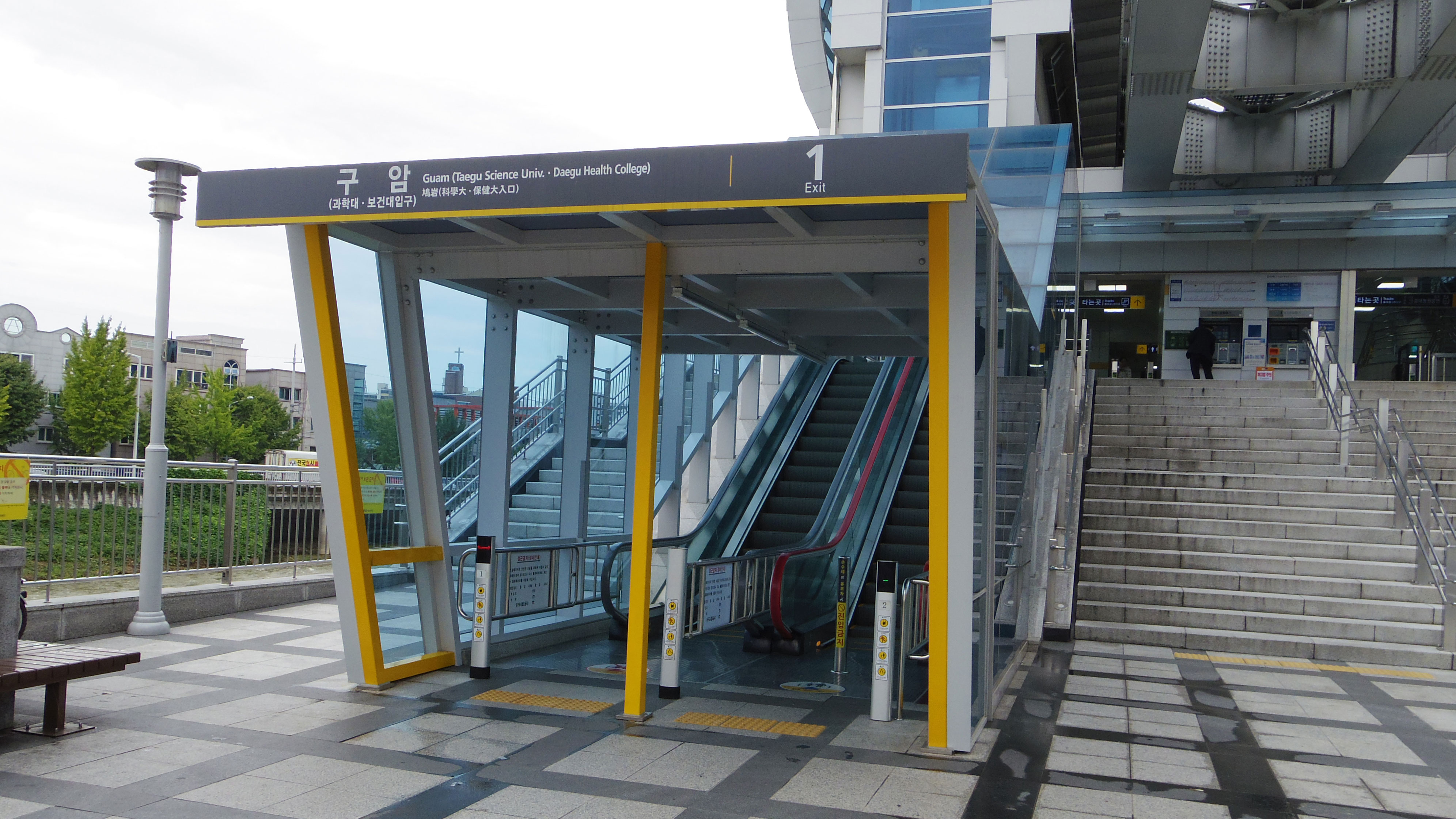
1號出口

## 相鄰車站
大邱都市鐵道公社
●大邱都市鐵道3號線
漆谷雲岩（316）－鳩岩（317）－太田（318）